# Mirosław Nowakowski
Mirosław Stanisław Nowakowski (ur. 12 listopada 1927 w Czeladzi, zm. 21 stycznia 2014) – polski rzemieślnik i polityk, poseł na Sejm X kadencji.

## Życiorys
Podczas okupacji pracował w firmie „Hans Meyer”. W 1949 został księgowym w Centrali Handlowej Przemysłu Chemicznego w Krakowie, a w latach 1950–1952 był głównym księgowym w Biurze Projektów Przemysłu Chemicznego w Gliwicach. W 1952 ukończył studia na Akademii Ekonomicznej w Krakowie, uzyskując tytuł zawodowy magistra nauk ekonomicznych. Prowadził księgowość w Centralnym Zarządzie Przemysłu Barwników i Półproduktów w Gliwicach, w Fabryce Odczynników Chemicznych w Gliwicach i w Zakładach Chemicznych „Azoty” w Kędzierzynie. Następnie od 1959 prowadził własną wytwórnię opakowań z tworzyw sztucznych w Sosnowcu. Był też przewodniczącym rady nadzorczej spółdzielni rzemieślniczej.
Pełnił funkcję przewodniczącego miejskiego komitetu Stronnictwa Demokratycznego w Sosnowcu i radnego  Wojewódzkiej Rady Narodowej w Katowicach. W 1989 uzyskał mandat posła na Sejm kontraktowy w okręgu sosnowieckim. Zasiadał w Komisji Rolnictwa i Gospodarki Żywnościowej, Komisji Polityki Gospodarczej, Budżetu i Finansów oraz w dwóch komisjach nadzwyczajnych. Bez powodzenia ubiegał się o reelekcję w 1991, po czym wycofał się z aktywności politycznej.
Pochowany na cmentarzu parafii pw. św. Tomasza w Sosnowcu.

## Odznaczenia i wyróżnienia
- Krzyż Kawalerski Orderu Odrodzenia Polski (1989)
- Srebrny Krzyż Zasługi (1982)
- Medal 40-lecia Polski Ludowej (1984)
- Odznaka „Zasłużonemu Działaczowi Stronnictwa Demokratycznego”
- Odznaka „Zasłużonemu w Rozwoju Województwa Katowickiego”
- Honorowa Odznaka Rzemiosła
- Medal im. Jana Kilińskiego „Za Zasługi dla Rzemiosła Polskiego”[3]